# Ankara DSİ Gençlik ve Spor Kulübü
El Ankara DSİ Gençlik ve Spor Kulübü, más conocido como Mamak Belediyesi Ankara DSİ por motivos de patrocinio, es un equipo de baloncesto turco con sede en la ciudad de Ankara, que compite en la TBL, la segunda división de su país. Disputa sus partidos en el Mamak Belediyesi Sports Hall , con capacidad para 4,250 espectadores.
El club fue fundado en 2011 por State Hydraulic Works. El equipo está patrocinado por el Municipio de Mamak y hasta 2014 estuvo patrocinado por ERA Group of Companies.

## Nombres
- Ankara DSİ Era
(2011-2014)
- Mamak Belediyesi Ankara DSİ
(2014-presente)

## Posiciones en liga
| - 2012 - (D3) - 2013 - (1-TB3L) - 2014 - (2-TB2L) - 2015 - (12-TB2L) - 2016 - (12-TBL) |

## Palmarés
- TB3L
  - Final-Four: 2013

## Jugadores destacados
| - Sinan Eid - Kaspars Kambala - Uğurcan Aksoy - Hazer Avcı - Enis Bayrak - Mustafa Alp Çakır - Deniz Çevik - Cem Coşkun - Emre Ekim - Hakan Erol - Umut Erol - Gökper Gen | - Mustafa Baki Görür - Tibet İlhan - Ali Kavaklıoğlu - Rıfat Murat Kaya - Pertev Öngüner - Mehmet Nezih Özbakır - Ulas Peker - Ömer Sancaklı - Kaan Sarıaslan - Erdem Türetken - Ümit Türkoğlu - Can Uzun | - Burak Yönder - Ramel Bradley - Jason Clark - Ricky Harris - Lamar Karim - Brandon Peterson - Martin Samarco - Jarred Shaw - Omar Sneed - Raymond Sykes - Deniz Gökay |